# Sextus Calpurnius Agricola

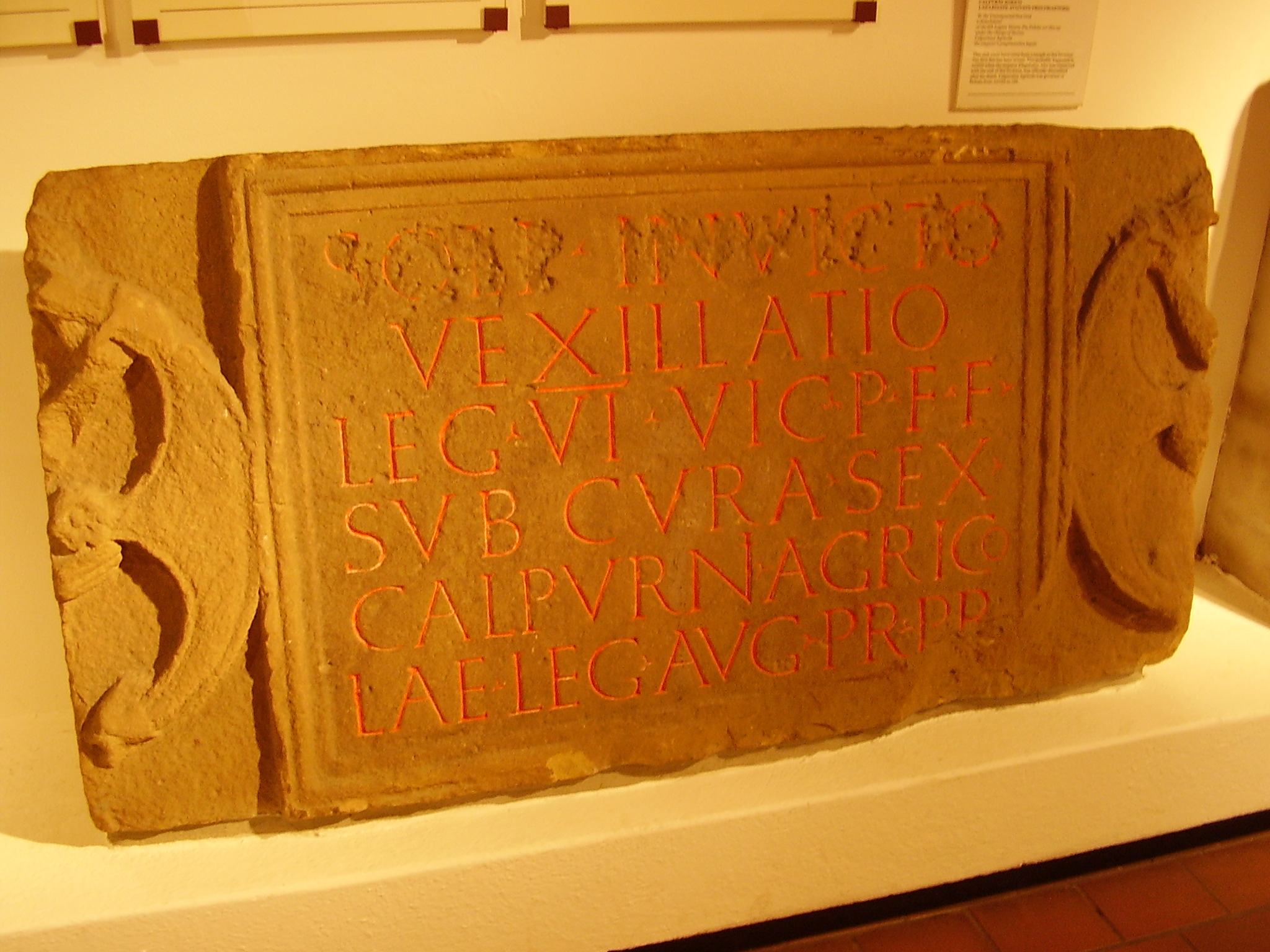
Toewijding aan de god Sol Invictus door een vexillatio van de Legio VI Victrix onder het bevel van Agricola.

Sextus Calpurnius Agricola was een Romeins generaal en politicus die in de 2e eeuw na Christus leefde.
Calpurnius Agricola was rond 158 gouverneur van Germania Superior.
In 163 werd hij naar Britannia gestuurd om aldaar opstanden in het noorden onder controle te brengen. Hij herbouwde een aantal forten, met name dat in Coria (Corbridge). Hij trok troepen vanuit Schotland terug naar het zuiden, naar de lijn van de muur van Hadrianus om zo beter om kunnen gaan met de dreiging van verdere rebellie.
Er zijn aanwijzingen van onrust in Britannia rond de tijd van zijn bewind. Dit wordt bevestigd door schade aan het forum ven Viroconium Cornoviorum (Wroxeter) en het verbranden van een groot deel van Verulamium (St Albans).
Rond 166 werd Calpurnius Agricola benoemd tot keizerlijke legaat in Romeins Dacia In de periode van 168-169 was hij gouverneur van Neder-Moesië

## Voetnoten
1. ↑  Anthony Birley, 2000, blz 145.